# Hoger (Abt)
Hoger († 906) war von 898 bis 902 Abt der Klöster Werden und Helmstedt.
Abt Hoger sicherte sich durch Tausch von Herzog Otto von Sachsen den Hof Herzfeld mit dem Grab der heiligen Ida von Herzfeld, einer Verwandten  Karls des Großen.
Dem gelehrten Abt wird das Werk Musica enchiriadis aus dem späten 9. Jahrhundert zugesprochen, in welchem der Übergang vom einstimmigen Gregorianischen Choral zur Mehrstimmigkeit zum ersten Mal in der europäischen Musikgeschichte dokumentiert ist.